# Eukoenenia vargovitshi
Espèce
Eukoenenia vargovitshi est une espèce de palpigrades de la famille des Eukoeneniidae.

## Distribution
Cette espèce est endémique de Géorgie. Elle se rencontre dans la grotte Nizhnyaya Shakuranskaya en Abkhazie.

## Description
Le mâle holotype mesure 1,340 mm.

## Étymologie
Cette espèce est nommée en l'honneur de Robert S. Vargovitsh.

## Publication originale
- Christian, 2014 : A new Eukoenenia species from the Caucasus bridges a gap in the known distribution of palpigrades (Arachnida: Palpigradi). Biologia (Bratislava), vol. 69, no 12, p. 1701-1706.